# مردان خلیج
مردان خلیج فیلمی به کارگردانی نظام فاطمی و نویسندگی احمد نجیب زاده محصول سال ۱۳۵۱ است.

## خلاصه داستان
سال‌ها پیش، ابراهیم و عباس عاشق دختری بوده‌اند. دختر که به ابراهیم علاقه داشته با او نامزد می‌شود. عباس از شدت حسادت دختر را می‌کشد و بعد زندانی می‌شود.او پس از چند سال با جلب رضایت خانواده‌ی دختر از زندان آزاد می‌شود و سعی می‌کند زندگی آرامی داشته باشد . در همین زمان زن خواننده ای وارد خرمشهر می‌شود که شباهت عجیبی به دختر مقتول دارد. ابراهیم که یک شب برای پیدا کردن برادر بی بندوبارش، به کافه‌ها سر می‌زند خواننده را می‌بیند. شباهت عجیب دختر با نامزد مقتولش، باعش می‌شود که او بار دیگر عاشق شود و از آن پس سعی می‌کند دختر خواننده را کاملاٌ به صورت نامزد از دست رفته‌ی خود درآورد. وقتی که دختر خواننده این کار را می‌کند عباس نیز او را می‌بیند مجدداٌ برخوردها تکرار می‌شود و چون نمی‌تواند دختر را به دست آورد مشکلات و موانعی را به وجود می‌آورد. در این حال طی یک درگیری برادر ابراهیم مرتکب قتلی می‌شود اما همه شواهد علیه عباس است. ابراهیم پس از حقیقت، علیرغم بدخواهی و بدرفتاری عباس، برادرش را تحویل قانون می‌دهد تا رقیب و دشمن دیرینه‌اش، که در این مورد بی‌گناه بوده، آزاد شود و از این پس عباس مرید ابراهیم می‌شود.

## بازیگران
- ناصر ملک مطیعی
- مرجان
- شهروز رامتین
- امین امینی
- پرستو